# Ezequiel González
Ezequiel González, mais conhecido como Equi González (Rosário, 10 de julho de 1980), é um ex-futebolista argentino que atuava como meia-armador.

## Biografia

### Primeiros anos
Equi González, desde a base, foi considerado um grande jogador e possível craque. Com grandes apresentações, logo subiu para o elenco profissional. Équi González começou a jogar profissionalmente pelo Rosario Central, tradicional clube do interior da Argentina, em 1997. Apesar de ter pouco tempo para se adaptar ao estilo de futebol argentino, o armador não teve dificuldades para demonstrar suas qualidades, que foram notadas logo de início. Em pouco tempo, conquistava seu espaço no clube e também a torcida.

### Fiorentina
Seu sucesso no clube de Rosario o levou a ser disputado por grandes clubes europeus, entretanto, preferiu a Itália, atuando pela Fiorentina. Um jovem em um clube à beira da falência tornou as coisas difíceis para ele se firmar na Itália.

### Boca Juniors
No início de 2002, após curta passagem pela equipe de Florença, El Equi retornou à Argentina para jogar pelo Boca Juniors na temporada 2002–03.

### Rosário Central
Após um ano, não renovou o contrato e em seguida, um ano mais tarde ele se juntou ao seu primeiro clube, Rosario Central em 2003. Em uma breve mais marcante passagem, o craque argentino teve um de seus melhores momentos.

### Ascensão mundial
Em 2004, os gregos do Panathinaikos levaram o apoiador novamente para o futebol europeu, onde conquistou um Campeonato Grego e uma Copa da Grécia e vários títulos. Em tempo, se tornou capitão e destaque da equipe grega. Seu primeiro jogo na UEFA Champions League (setembro de 2004) foi o mais bem sucedido, já que ele marcou dois gols contra o campeão norueguês Rosenborg. Durante o amistoso contra o Panathinaikos Athinon Apollon (1–0), Gonzalez rompeu um ligamento cruzado. Devido a esta lesão, jogou apenas uma partida durante a temporada 2006–07. Equi voltou de sua lesão, contra o Apollon Kalamarias (1–0), em 6 de janeiro de 2008.[carece de fontes?]

### Recomeço na carreira
Em 27 de junho de 2008, foi confirmado seu retorno ao Rosario Central para a temporada 2008–09, Equi marcou só 4 gols e teve um irregular torneio, cheia de lesões. Em agosto de 2009, não renovou contrato e acenou com a possibilidade de jogar no Brasil. Após algumas negociações, acertou contrato de um ano e meio com a equipe do Fluminense para a disputa de campeonatos nacionais. No início, estava fora de forma e sem ritmo de jogo e mesmo assim, fez um gol de falta e deu cinco assistências em pouco mais de nove jogos. Em 2010, Equi foi mantido no elenco tricolor mas, acabou se machucando em um amistoso contra uma equipe capixaba. Depois disso, ficou mais magro e fez seu primeiro jogo oficial em 2010, contra o Madureira. Não teve sequência de jogos relevante e não conseguiu conquistar seu espaço na equipe, apesar de ter sido cotado por muitos torcedores para ser o parceiro ideal de Darío Conca na armação do time tricolor. No dia 30 de dezembro de 2010, foi contratado pela LDU, depois de ter seu contrato encerrado com o Fluminense. Depois de ter o seu contrato encerrado na LDU, ele se aposentou.

## Títulos
Panathinaikos
- Campeonato Grego: 2003–04
- Copa da Grécia: 2003–04

Boca Juniors
- Copa Libertadores da América: 2003

Fluminense
- Campeonato Brasileiro: 2010[4]

### Outros destaques
Rosario Central
Copa Libertadores da América: 2001 (semifinalista)
Campeonato Argentino – Apertura: 1999 (vice-campeão)
Copa Conmebol: 1998 (vice-campeão)